# Мамоєві
Мамоєві, гавайські медоносці або гавайські квіткарки (англ. Hawaiian honeycreeper) — дрібні горобцеподібні пташки, що є ендеміками Гавайських островів. Відомо 22 сучасних види, та низку видів, що вимерли ще до появи на островах європейців. З 22 сучасних видів вимерло вісім, ще вісім є на межі зникнення, встановити чисельність останніх шістьох видів важко.

## Поширення
Мамоєві потрапили на Гавайські острови з Північної Америки або Полінезії, найімовірніше, занесені бурею. Вони походять від виду, що мав короткий дзьоб і трубкоподібний язик для висмоктування нектару. Унікальність виду зумовлена розвитком в ізоляції. Поступово розвинулася кілька видів цих птахів, розпад групи на таку кількість видів викликаний тим, що кожен вид харчується по-своєму.
Вирубування лісів на Гавайських островах призвело до зникнення природних місць існування мамоєвих і переміщення пташок у важкодоступні регіони.

## Зовнішній вигляд
Доросла пташка завдовжки 10-20 см, розмах крил: 15-30 см.
Гавайські медоносці діляться на дві групи — ті, які живляться нектаром і ті які живляться насінням, павуками, комахами тощо.
Представники першої групи мають пір'я найчастіше чорно-червоного забарвлення, харчуються вони, переважно, нектаром, але можуть поїдати і комах. Інша ж група нагадує зябликів, має оливково-зелене пір'я, а основу їхнього раціону складає насіння. Окрім забарвлення, птахи відрізняються також і формою дзьоба. У птахів, що харчуються нектаром, дзьоб є довгим і заломленим донизу, а в тих, які їдять насіння — дзьоб короткий і міцний.

## Розмноження
Час токування триває з грудня по липень, пари утворюються до кінця жовтня. Пташки в'ють чашоподібні гнізда в кронах дерев, деякі види ховають глибоко в траві. Троє білих або блакитних яєць з червоно-коричневими цятками самка насиджує протягом 3-4 тижнів. Пташенят батьки вигодовують разом.

## Роди
- Akialoa — акіалоа
- Chloridops — кона
- Chlorodrepanis — амакиги
- Ciridops — улаїгаване
- Drepanis — мамо
- Dysmorodrepanis — ланайська гавайниця
- Hemignathus — нукупу
- Himatione — апапане
- Loxioides — паліла
- Loxops — акепа
- Magumma — малий амакиги
- Melamprosops — поулі
- Oreomystis — акікікі
- Palmeria — акогекоге
- Paroreomyza — алауагіо
- Pseudonestor — псевдокеа
- Psittirostra — оу
- Rhodacanthis — коа
- Telespiza — гавайниця
- Viridonia — великий амакиги